# Peter Braun (językoznawca)
Peter Braun (ur. 8 lipca 1927 w Akwizgranie, zm. 17 sierpnia 2012 w Essen) – niemiecki językoznawca, germanista i pedagog.

## Życiorys
Studia germanistyki i historii na kierunku nauczycielskim ukończył w Wyższej Szkole Pedagogicznej w Kolonii w roku 1953. W latach 1957–1963 studiował językoznawstwo ogólne, germanistykę i filozofię na uniwersytecie w Bonn i w latach 1957–1958 w Wiedniu. Do 1962 roku pracował jako nauczyciel w szkołach, a również jako wykładowca na uczelniach pedagogicznych w Kolonii, Bonn, Essen, Monachium. W 1963 obronił pracę doktorską na uniwersytecie w Bonn. Promotorem był Leo Weisgerber, a tematem rozprawy doktorskiej były przymiotnikowe obrazy świata w prozie niemieckich romantyków. W roku 1972 został na uniwersytecie w Essen profesorem zwyczajnym ze specjalnością język niemiecki. Na tym stanowisku pracował aż do emerytury w 1992 roku.
Był profesorem wizytującym w Chinach w latach (z przerwami) 1986 – 2001. Występował z wykładami gościnnymi w Polsce: Toruń i Wrocław 1990, Toruń 1991, Warszawa 1995, a również w Rosji, w Wielkiej Brytanii, w Portugalii, we Włoszech, w Indonezji.

## Badania naukowe
Badania naukowe i publikacje Petera Brauna dotyczyły nauczania języka niemieckiego, tendencji rozwojowych języka niemieckiego, leksykologii, w tym tematu wyrazów obcych w języku niemieckim. Był współredaktorem dwóch tomów zbiorowych na temat internacjonalizmów.

## Publikacje (wybór)
- Das weiterführende Lesen. Düsseldorf 1971
- (red.): Neue Lesebücher –  Analyse und Kritik (= Literatur in der Gesellschaft, Bd. 5). Düsseldorf 1972
- (red.): Fremdwort-Diskussion. München 1979
- Tendenzen in der deutschen Gegenwartssprache. Stuttgart 1979 (4. wyd. 1998)
- (red.): Deutsche Gegenwartssprache. Entwicklungen, Entwürfe, Diskussionen. München 1979
- (współred. Peter Krallmann): Handbuch Deutschunterricht. Zwei Bände. Düsseldorf 1983
- (współred. Burhard Schaeder, Johannes Volmert): Internationalismen. Studien zur interlingualen Lexikologie und Lexikographie. Tübingen 1990
- Personenbezeichnungen. Der Mensch in der deutschen Sprache. Tübingen 1997
- (współred. B. Schaeder, J. Volmert:) Internationalismen II. Studien zur interlingualen Lexikologie und Lexikographie. Berlin 2003
- Schiller, Tod und Teufel. Rede des Herrn G. vor einem Totenschädel. Düsseldorf 2005